# Antigene precoce del cancro della prostata-2
La proteina antigenica Antigene precoce del cancro della prostata-2 (o EPCA-2 dall'inglese "Early Prostate Cancer Antigen-2") è una proteina strutturale del nucleo recentemente riscontrata nel siero di soggetti con carcinoma prostatico, una delle forme di neoplasia a carico dell'apparato genitale più diffusa fra gli uomini adulti.
Sebbene ci fosse una grande fiducia sul potere diagnostico del dosaggio di PSA nel siero, recentemente hanno fatto capolino diverse équipe di ricercatori che ritengono "Antigene precoce del cancro della prostata-2" una via diagnostica più affidabile dal momento che:
- Nella maggioranza di uomini con elevato PSA non vengono riscontrate neoplasie a carico della prostata.
- Alcuni soggetti con tumore prostatico non hanno alti livelli di PSA nel siero.
- Una presenza più forte di PSA non è direttamente correlata ne proporzionale alla gravità del tumore.

La questione risiede nel fatto che questo specifico antigene precoce permette di differenziare i pazienti con Iperplasia prostatica benigna(IPB) (che presentano alti livelli di PSA) dai pazienti effettivamente affetti dalla neoplasia maligna. L'Iperplasia benigna portava perciò i medici ad effettuare ripetute biopsie sconvenienti per il paziente.
Il dosaggio dell'antigene precoce permette di diagnosticare più del 75% dei tumori prostatici (includendo i soggetti con IPB).
Il ricercatore che ha sviluppato EPCA-2 come marcatore per il carcinoma prostatico, Dr. Robert Getzenberg, e la Johns Hopkins University e la University of Pittsburgh  presso le quali ha lavorato sono stati citati in causa per frode scientifica dalla ditta Onconome che ha finanziato gli studi. La ditta sostiene che il valore prognostico di EPCA-2 equivale al lancio della moneta. .